# Gare de Noorderkempen
La gare de Noorderkempen (en néerlandais : station Noorderkempen) est une gare ferroviaire belge de la ligne à grande vitesse d'Anvers (Y Luchtbal) à la frontière néerlandaise (LGV 4), située sur le territoire de la commune de Brecht en province d'Anvers.
Mise en service en 2009, c'est la première et à ce jour la seule gare de Belgique qui soit située sur une ligne à grande vitesse.
C'est une gare voyageurs de la Société nationale des chemins de fer belges (SNCB), desservie par des trains EuroCity (EC) et Heure de pointe (P).

## Situation ferroviaire
La gare de Noorderkempen est située au point kilométrique (PK) 19,7 de la ligne à grande vitesse d'Anvers (Y Luchtbal) à la frontière néerlandaise (LGV 4), entre l'origine de la ligne, peu après la gare d'Anvers-Luchtbal, et la frontière, où la ligne se raccorde à la ligne à grande vitesse (HSL-Zuid) de la gare de l'aéroport d'Amsterdam-Schiphol à la frontière via la gare centrale de Rotterdam.
Le plan des voies de la gare comprend deux voies d'évitements, à quai, encadrant les deux voies de passage de la ligne à grande vitesse.

## Histoire
L'aménagement de base du point d'arrêt de Noorderkempen sur la LGV 4 au nord d'Anvers est intégré dans le permis de bâtir déposé en octobre 1998. Il est prévu qu'il ouvre en même temps que la ligne à grande vitesse et qu'une demande complémentaire sera à faire lorsqu'un consensus aura été atteint concernant son utilisation. En 2000, une desserte régionale, IC et/ou IR, est prévue en compatibilité avec l'exploitation d'une ligne à grande vitesse. Sa mise en service est estimée pour 2005.
Les travaux de réalisation de ce nouveau point d'arrêt sont en cours d'achèvement en octobre 2007, mais l'ouverture est plusieurs fois reportée.
La gare de Noorderkempen, inaugurée le 29 mai 2009, est finalement mise en service le 15 juin 2009, avec une desserte réalisée par une relation IR effectuée par un train-navette qui fait des allers-retours entre la gare et celle d'Anvers-Central.
Dès son ouverture, la gare est desservie par les trains-navettes de la relation d'Anvers-Central à Noorderkempen, via la gare d'Anvers-Luchtbal, avec un service à horaire cadencé, entre 6 h et 22 h, pour un trajet effectué en 17 minutes entre les deux terminus. Cela permet une desserte à fréquence élevée du secteur périurbain de la Campine du nord. Le succès de cette relation nécessite rapidement un renforcement, le nombre de trains est porté quotidiennement à 16 allers-retours.
Elle aurait dû être desservie par les trains Fyra, qui devaient assurer la liaison Bruxelles – La Haye à 250 km/h. Avec l'homologation des nouvelles locomotives des trains Benelux qui peuvent désormais circuler sur la LGV 4, la gare est desservie toutes les heures par ces trains, qui relient Bruxelles à Amsterdam via Anvers, Breda et Rotterdam ; les trains-navettes vers Anvers ont conséquemment vu leur nombre réduit, mais n'ont pas totalement disparu. En décembre 2024, cette desserte internationale est remplacée par deux trains EuroCity ; celui desservant la gare ne dépasse pas Rotterdam.

## Service des voyageurs

### Accueil
La gare de Noorderkempen dispose de 4 voies, dont 2 avec un quai et 2 pour les trains qui ne s'arrêtent pas.
Gare de la SNCB, elle dispose d'un bâtiment voyageurs, avec guichet, ouvert du lundi au vendredi. Elle est notamment équipée, d'automates pour l'achat de titres de transport. Un service d'accueil, des aménagements et équipements sont à la disposition des personnes à mobilité réduite.
Un souterrain permet l'accès aux quais.

### Desserte
Noorderkempen est desservie par des trains InterCity (IC) et Suburbains (S35) de la SNCB.
En semaine, la desserte comprend :
- des EuroCity (EC) entre Bruxelles-Midi et Rotterdam-Central (toutes les heures)
- un unique train P qui relie Noorderkempen à Bruxelles-Aéroport-Zaventem (le matin) ;
- des trains S35 entre Noorderkempen et Anvers-Central (trois le matin, deux l’après-midi) ainsi qu'un train P sans arrêt à Anvers-Luchtbal ;
- des trains S35 entre Anvers-Central et Noorderkempen (deux le matin, trois l’après-midi).

Les week-ends et jours fériés, la desserte se résume aux trains EC entre Bruxelles et Rotterdam.

### Intermodalité
Un parc (gratuit) pour les vélos et un parking (payant) sont aménagés à ses abords.
Une gare routière, aménagée en face de l'entrée, est desservie par les autobus des lignes 432, 436, 440, 600 et 602 du réseau De Lijn.

## Comptage voyageurs
Ce graphique et tableau montre le nombre de voyageurs embarquant en moyenne durant la semaine, le samedi et le dimanche.
| Nombre de passagers qui embarquent à la gare de Noorderkempen | Nombre de passagers qui embarquent à la gare de Noorderkempen | Nombre de passagers qui embarquent à la gare de Noorderkempen | Nombre de passagers qui embarquent à la gare de Noorderkempen |
|                                                               | Semaine                                                       | Samedi                                                        | Dimanche                                                      |
| ------------------------------------------------------------- | ------------------------------------------------------------- | ------------------------------------------------------------- | ------------------------------------------------------------- |
| 2009                                                          | 696                                                           | -                                                             | -                                                             |
| 2010                                                          | -                                                             | -                                                             | -                                                             |
| 2011                                                          | -                                                             | -                                                             | -                                                             |
| 2012                                                          | 960                                                           | 252                                                           | 410                                                           |
| 2013                                                          | 810                                                           | 304                                                           | 516                                                           |
| 2014                                                          | 961                                                           | 285                                                           | 478                                                           |
| 2015                                                          | 965                                                           | 260                                                           | 494                                                           |
| 2016                                                          | 930                                                           | 1 044                                                         | 1 219                                                         |
| 2017                                                          | 1 365                                                         | 421                                                           | 825                                                           |
| 2018                                                          | 1 394                                                         | 443                                                           | 629                                                           |
| 2019                                                          | 1 237                                                         | 605                                                           | 481                                                           |
| 2020                                                          | 550                                                           | 225                                                           | 409                                                           |
| 2021                                                          | -                                                             | -                                                             | -                                                             |
| 2022                                                          | 800                                                           | 457                                                           | 567                                                           |
| 2023                                                          | 1 026                                                         | 665                                                           | 795                                                           |
| 2024                                                          | 1 582                                                         | 1 109                                                         | 1 401                                                         |

Gare de Noorderkempen
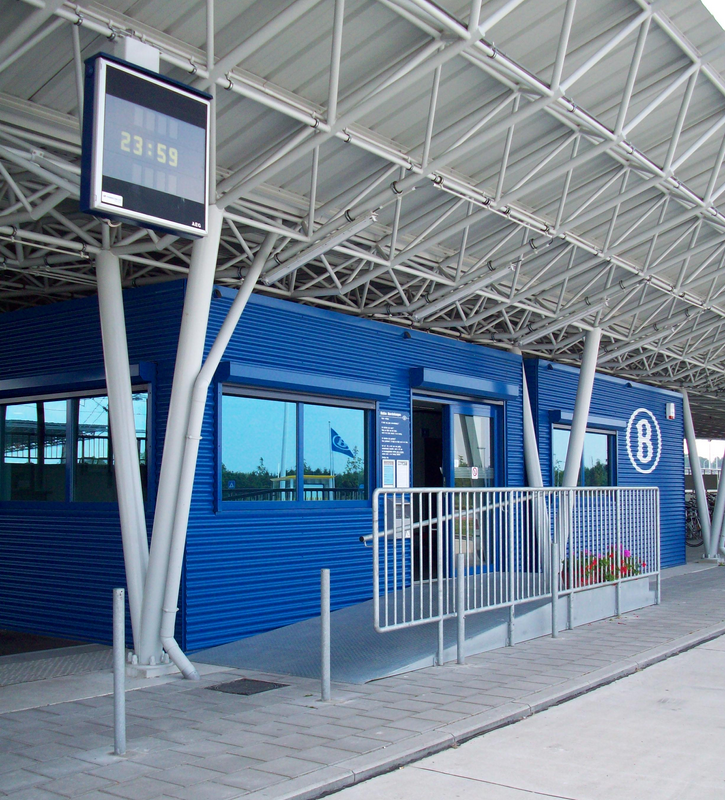
Guichet / Bureau d'information.
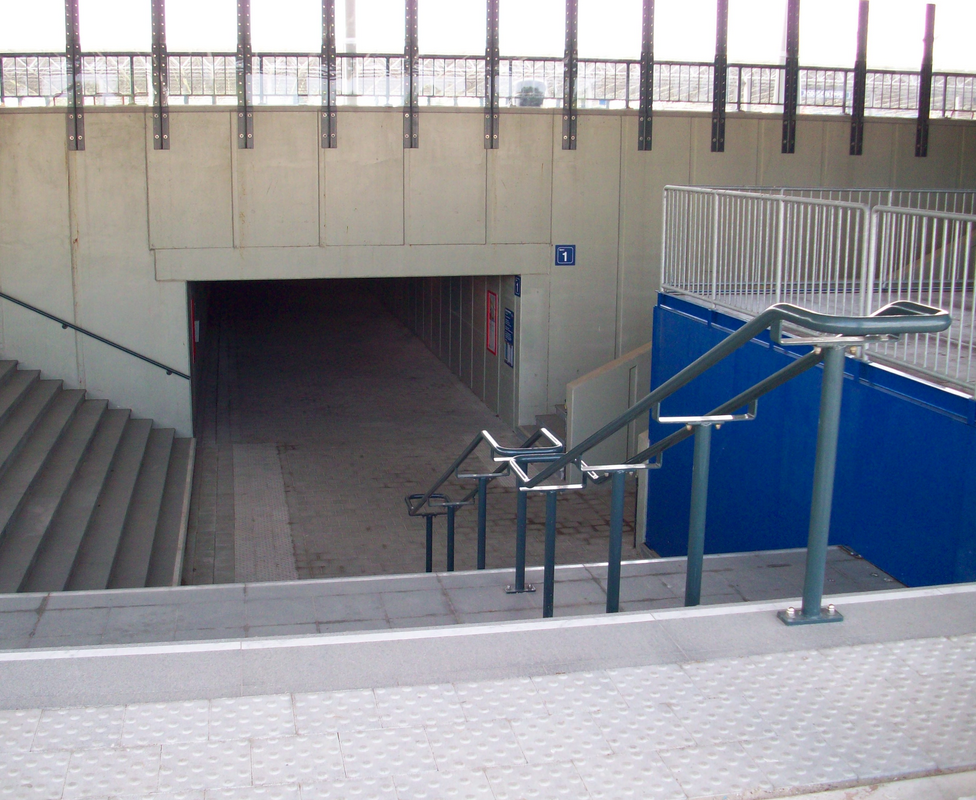
Accès au tunnel sous voies.
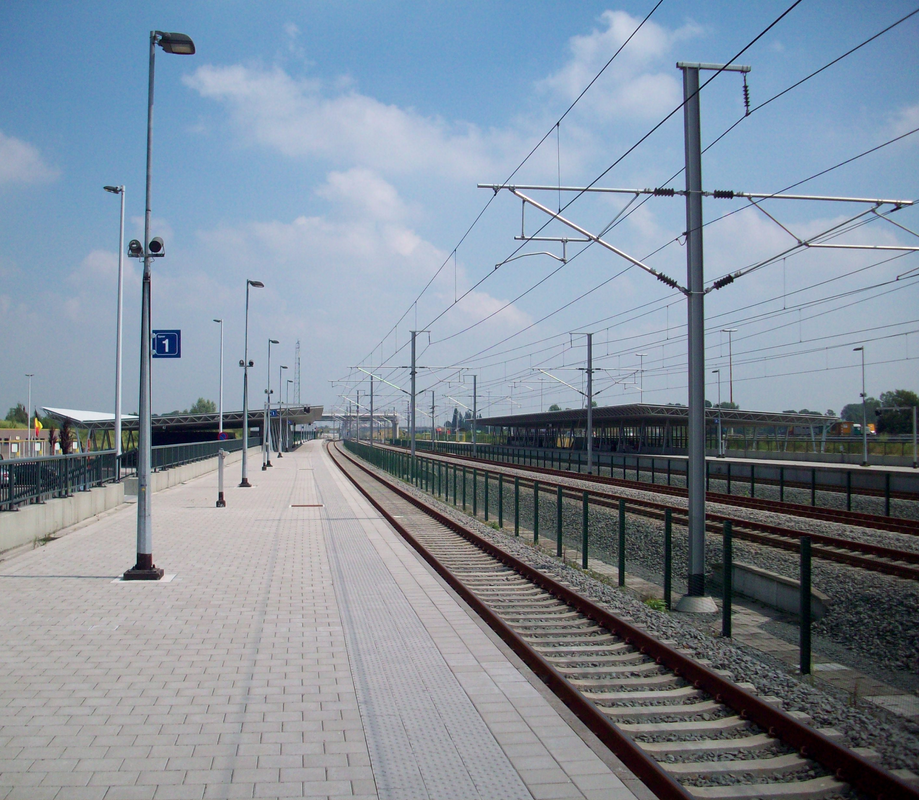
Quai.
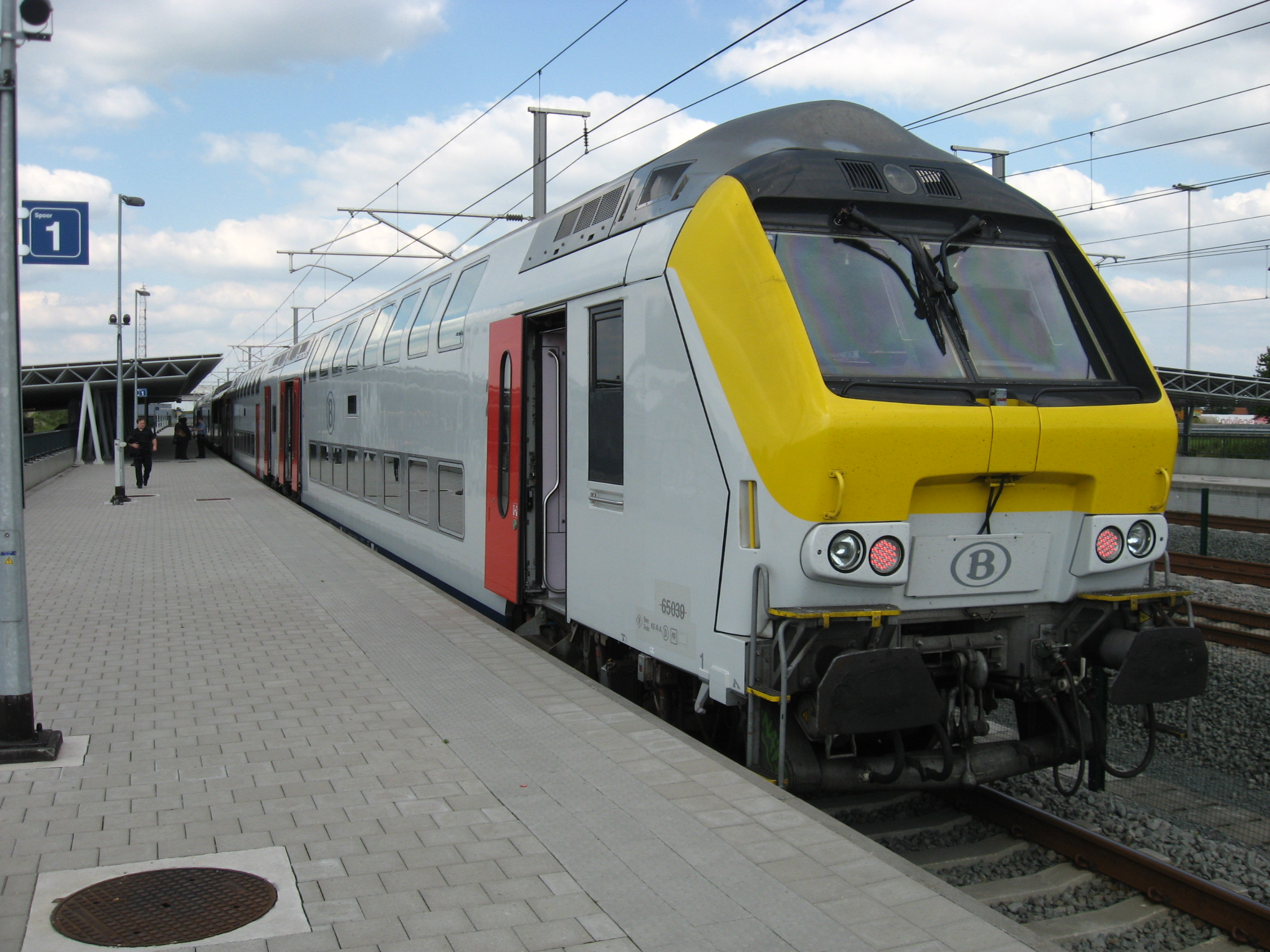
Desserte train pour Anvers.